# پوروچیستا
پوروچیستا نام کوچک‌ترین دختر از سه دختر زرتشت، پیام‌آور ایرانی بوده‌است.
نام و نام خانوادگی پوروچیستا به‌طور کامل پوروچیستا اسپنتمان هیچداسپان بود. واژهٔ پوروچیستا به‌معنی پُربینش است. نام پوروچیستا را در یکی از بندهای گاهان که در آن زرتشت وی را دربارهٔ زندگانی آینده‌اش پند و اندرز می‌دهد؛ و همچنین در فروردین‌یشت (۱۳۹) می‌بینیم. به‌قولی پوروچیستا، جاماسب فرزانه (از دانشمندان و نخستین پزشکِ ایرانی) را به همسریِ خود گزید. پوروچیستا از نخستین گروندگان، شاگردان و یاران اشوزرتشت بود.